# 1846 aux États-Unis
Pour des articles plus généraux, voir Chronologie des États-Unis et 1846.
Chronologie des États-Unis
- 1842
- 1843
- 1844
- 1845
- 1846
- 1847
- 1848
- 1849
- 1850

Cette page concerne des événements d'actualité qui se sont produits durant l'année 1846 du calendrier grégorien aux États-Unis.

## Gouvernement
- Président : James Knox Polk Démocrate
- Vice-président : George Mifflin Dallas Démocrate
- Secrétaire d'État : James Buchanan Démocrate
- Chambre des représentants - président : John Wesley Davis Démocrate

## Événements
- 3 janvier : l'auteur Edgar Allan Poe imprime l'édition finale du Broadway Journal, un journal qu'il possède durant quelques mois seulement.
- 5 janvier : le Congrès des États-Unis vote pour cesser de partager le territoire de l'Oregon avec le Royaume-Uni. En effet, la convention de 1818 établissait une frontière au nord-ouest sur le 49e parallèle depuis l'ouest du lac des Bois jusqu’aux Rocheuses. De plus, l’Oregon Country était ouvert à la fois à la colonisation anglaise et américaine[1].

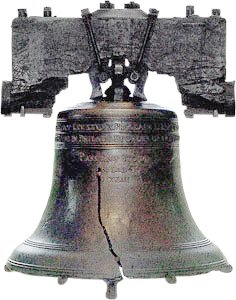
23 février : Liberty Bell

- Février, guerre américano-mexicaine : échec de la mission de négociation d’achat du Texas, de la Californie et du Nouveau-Mexique au gouvernement mexicain par les États-Unis.
- 10 février : de nombreux mormons commencent leur migration à l'ouest de Nauvoo (Illinois) vers Grand Lac Salé, mené par Brigham Young.
- 19 février : à Austin (Texas), le nouveau gouvernement du Texas s'installe.
- 23 février : la cloche Liberty Bell (ou « cloche de la liberté ») sonne pendant plusieurs heures dans la tour de l'Independence Hall en l'honneur de l'anniversaire George Washington[2]. En sonnant une fente déjà existante s'étend rendant la cloche inutilisable.
- Mars :
  - Guerre américano-mexicaine : les troupes du général américain Taylor marchent de Corpus Christi jusqu’à l’embouchure du Río Grande qu’elles atteignent le 28 mars. Le Mexique, qui situe la frontière à la rivière Nueces, au nord-est du Río Grande, considère la progression de Taylor comme un acte d’agression et en avril fait traverser le Río Grande à ses troupes. James Knox Polk juge également que l’avance mexicaine est une invasion du sol américain.
- 25 avril : des incidents éclatent avec les troupes mexicaines, provoquant la mort de 16 soldats américains.

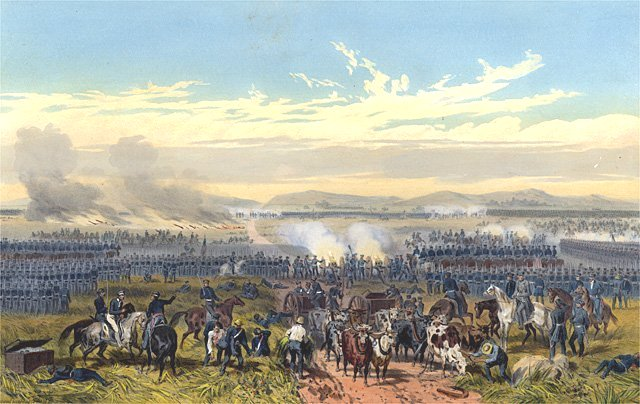
8 mai : bataille de Palo Alto

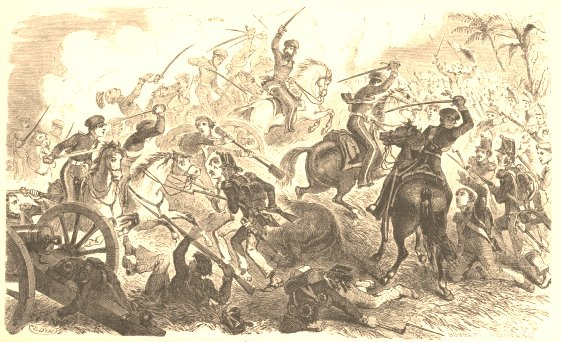
9 mai : bataille du Resaca de la Palma

- 1er mai : consécration de Trinity Church à New York.
- 3-9 mai : siège de Fort Texas.
- 8 mai : Taylor remporte la bataille de Palo Alto.
- 9 mai : Taylor remporte la bataille du Resaca de la Palma et refoule les Mexicains au-delà du Río Grande.
- 12 mai : guerre américano-mexicaine, déclenchée par les indemnités que réclament au gouvernement mexicain des citoyens américains et le désir des États-Unis d’acquérir la Californie (fin en 1848). Le Congrès autorise la levée de 50 000 hommes et un crédit de 10 millions de dollars (174 voix contre 14).
- 13 mai : le Congrès des États-Unis déclare la guerre au Mexique.
- 18 mai : Taylor franchit le Río Grande et occupe Matamoros. Il se dirige vers le sud. Durant l'été, les volontaires se livrent à des exactions et des viols contre la population.
- 14 juin : les colons américains montent un coup d’État à Sonoma. La république de Californie est proclamée, sous la direction du contre-amiral de la marine américaine John Drake Sloat et du capitaine John C. Frémont de l’armée américaine, signalant son indépendance vis-à-vis du Mexique.
- 15 juin : le traité de l'Oregon établit la frontière continentale à l'ouest du lac des Bois entre le Canada et les États-Unis au 49e parallèle (elle n'inclut donc pas l'île de Vancouver). Le partage de l'Oregon Country prend fin et la partie américaine devient un territoire non-organisé[3].
- 7 juillet : occupation de la Californie par les États-Unis au détriment du Mexique.
- 9 juillet : le Congrès vote la rétrocession des terres au sud du Potomac à la Virginie par le District de Columbia qui a été cédé par la Virginie le 9 septembre 1791. La Virginie prendra possession du territoire le 13 mars 1847[4].
- Août : 
  - les troupes du général Stephen W. Kearny entrent sans combats à Santa Fe, au Nouveau-Mexique (18 août)
  - la Chambre adopte l’amendement interdisant l’esclavage dans les territoires qui seront acquis sur le Mexique.

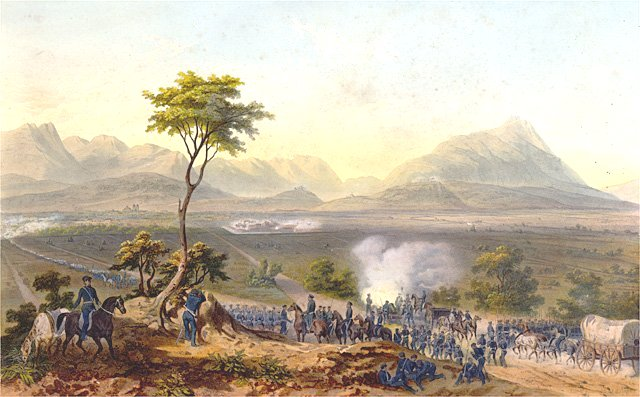
Septembre : marche des troupes américaines sur Monterrey

- Septembre : les Mexicains se soulèvent à Los Angeles et forcent la garnison américaine de la ville à se rendre. Le général Stephen W. Kearny arrive en renfort et reprend la ville en janvier 1847 après une bataille sanglante.
- 21-24 septembre : bataille de Monterrey. Taylor prend Monterrey (Mexique).

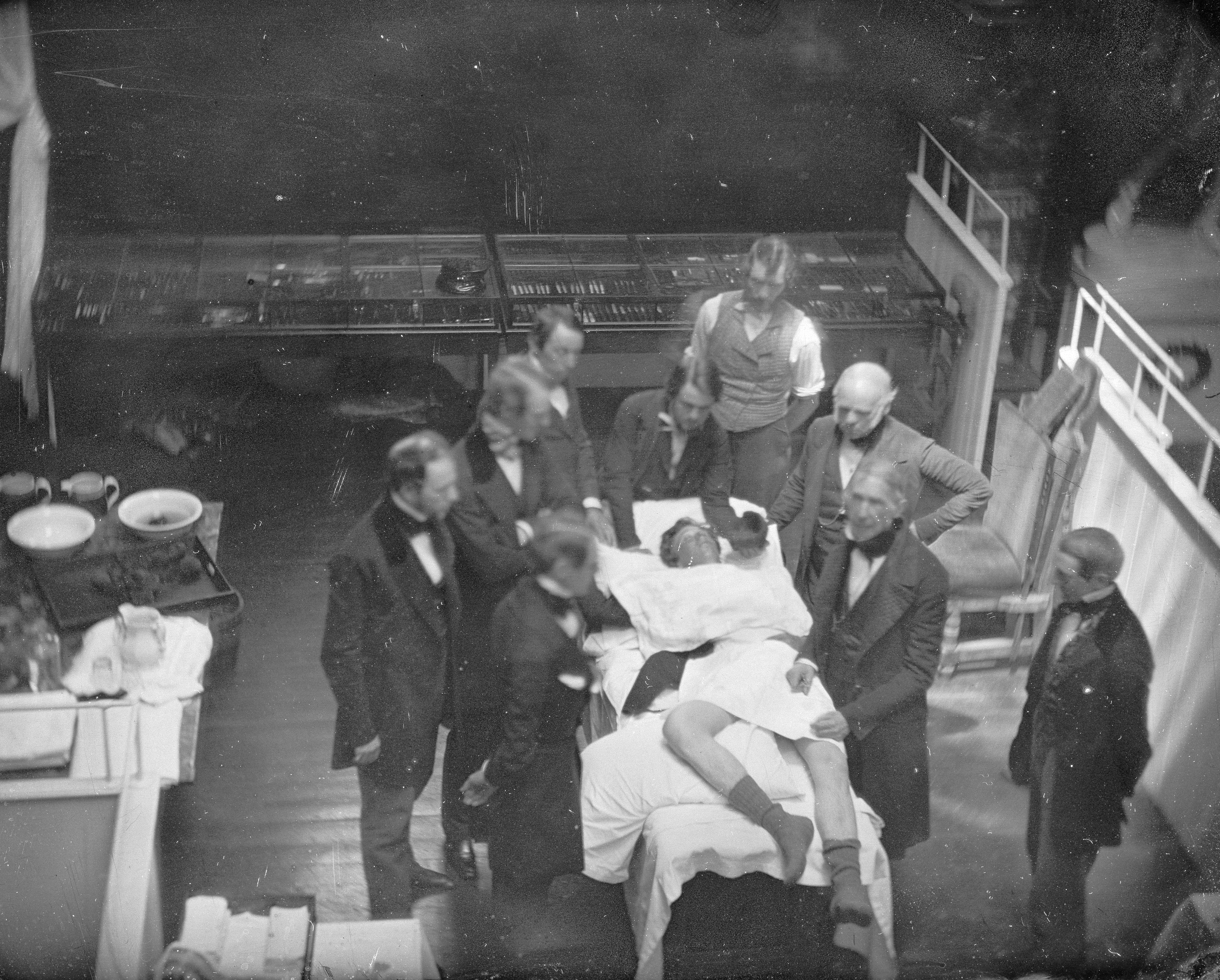
Reconstitution de l'opération sous anesthésie faite peu après le 16 octobre.

- 16 octobre : Le dentiste américain William Morton fait la première extraction dentaire sous anesthésie d'éther à Boston.
- Novembre : traité entre les Navajos et le gouvernement des États-Unis.
- Décembre : les Mexicains se révoltent contre la domination américaine à Taos (Nouveau-Mexique). La révolte est réprimée.
- 28 décembre : le sud-est du Territoire de l'Iowa devient le 29e État, l'Iowa. Le reste devient un territoire non-organisé[5].
- Arrivée d’immigrants américains en Californie.
- L'inventeur américain Elias Howe fait breveter la machine à coudre.
- Fondation de la Smithsonian Institution à Washington D.C..
- Fondation de la compagnie de chemin de fer Pennsylvania Railroad.

14 juin : Drapeau de la république de Californie
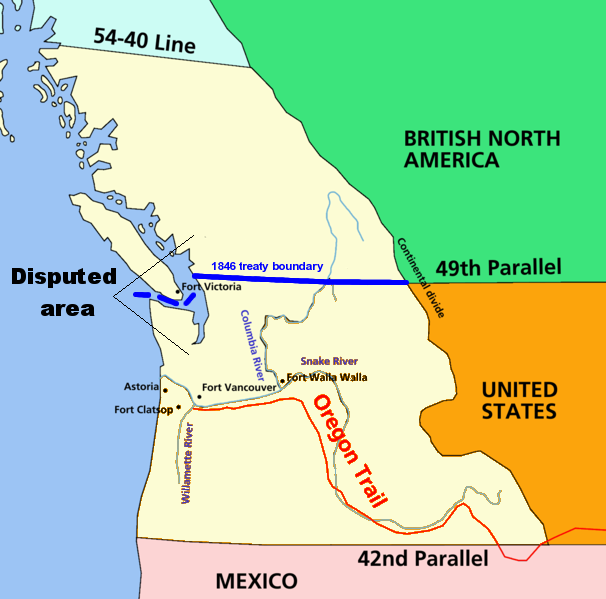
Le différend américano-britannique sur la région de l'Oregon. Le tracé de la piste de l'Oregon est inscrite en rouge, celui de la frontière en bleu
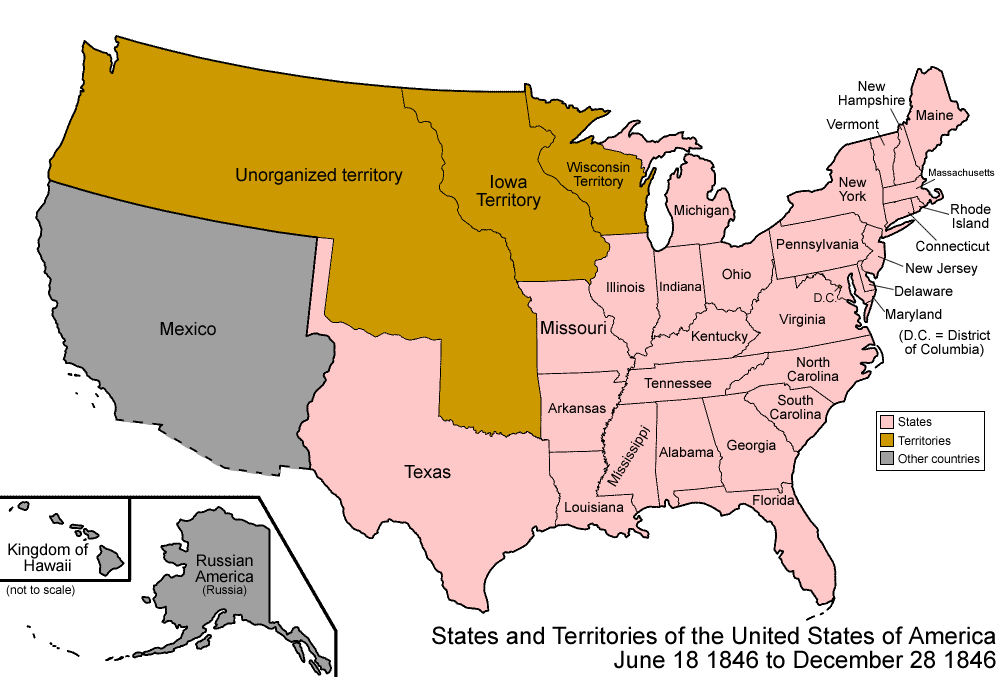
15 juin - 28 décembre 1846
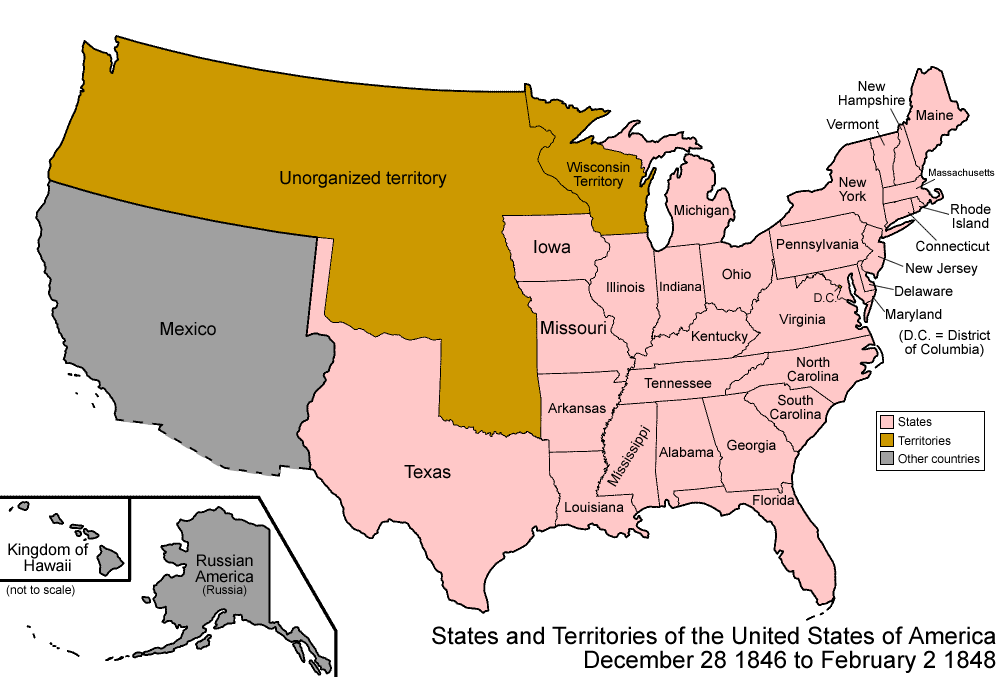
28 décembre 1846 - 2 février 1848

## Naissances
- 26 février : Buffalo Bill (William Frederick Cody), américain († 1917).
- 4 septembre : Daniel Burnham († 1er juin 1912)
- 16 septembre : Seth Carlo Chandler (mort en 1913), astronome américain.
- 6 octobre : George Westinghouse, né à Central Bridge dans l'État de New York et mort le 12 mars 1914 à New York, était un ingénieur et entrepreneur américain, principalement connu de nos jours pour la société de matériel électrique qui porte son nom. Ami de Nikola Tesla, et l'un des principaux concurrents de Thomas Edison lors des débuts de l'électricité aux États-Unis. Il est également reconnu pour ses contributions dans les domaines du chemin de fer et du téléphone.
- 8 octobre : Tarleton Hoffman Bean (mort en 1916), ichtyologiste américain.

#### Articles généraux
- Histoire des États-Unis de 1776 à 1865
- Évolution territoriale des États-Unis
- Guerre américano-mexicaine

#### Articles sur l'année 1846 aux États-Unis
- Siège de Fort Texas
- Bataille de Palo Alto
- Bataille du Resaca de la Palma
- République de Californie
- Traité de l'Oregon
- Drapeau des États-Unis
- Bataille de Monterrey